# Château de Restes
Le château de Restes est un château situé dans le département français de la Haute-Garonne, sur la commune de Drémil-Lafage en Occitanie.

## Géographie
Le château est situé à l’est de Drémil près de la route de Castres qui mène vers Vallesvilles. Près du site, il y a le ruisseau des Capelas, un affluent de la Seillonne.

## Histoire
Les façades et toitures du château avec ses trois salles de réception ainsi que les communs, sa terrasse Sud avec le mur de soutènement et son garde-corps, l’escalier de jardin menant à la terrasse Est avec ses murs de soutènement sont inscrits au titre des monuments historiques par arrêté du 30 juin 2020.

## Annexe